# AKATSUKI project
AKATSUKI project（アカツキプロジェクト）は声優・瀬水暁が主宰する劇団・エンターテインメントユニット
舞台公演だけでなく、ボイスドラマや映像作品など、表現の分野の中で幅広い活動を行っている。

## 沿革
2005年、声優の瀬水暁が、田中まりからとともに結成。
同年8月に、1st IMPACT『ときどきスタッカート♪』、12月に、2nd IMPACT『*恋華*』を行う。
2006年10月には公式サイト上でwebラジオ『もうすぐ夜明け!AKATSUKI radio!』を配信開始。
同年12月に、3rd IMPACT『夜明けの晩に…』を行う。
2007年3月から公式サイト上でwebラジオ『○○○○!AKATSUKI radio!』を配信開始。同時にラジオ内でラジオドラマもスタート。
同年12月に、ROAD CREATIVE vol.1『ユレル想い』を上演。
同年12月から公式サイト上でwebラジオ『AKATSUKI wave!』を配信開始。
同年12月に田中まりか、白土麻子、紺野なるの3人による声優ユニット『あっぷあっぷ』が活動を開始。
2008年4月に新宿にてAKATSUKI projectぷろでゅーす「がちゃがちゃBar　UpUp↑」がオープン。
2009年10月に新会社『株式会社 AKATSUKI project』を設立。

## 所属俳優
- 瀬水暁
- 田中まりか
- 平林正
- 岡哲也
- 七ツ森宗清
- 白土麻子
- 枝木勇介
- 大塚祐一郎
- 佐藤友啓
- 紺野なる
- 白石涼子
- 藤井剛
- 渕井達也
- 牧田雄一
- 山中保之介
- 西山久美
- 畠山雄輔

## 舞台公演
- 1st IMPACT『ときどきスタッカート♪』（2005年8月、BC WORLD）
- 2nd IMPACT『*恋華*』（2005年12月、ひつじ座）
- 3rd IMPACT『夜明けの晩に…』（2006年12月、「劇」小劇場）

## ROAD CREATIVE
- vol.1『ユレル想い』（2007年12月、ひつじ座）
- vol.2『message』（2008年4月、新宿シアター・ミラクル）
- vol.3『Shooting Star』（2009年1月、中野ザ・ポケット）

## webラジオ
2006年10月『もうすぐ夜明け!AKATSUKI radio!』が公式サイト上で配信開始。
メインパーソナリティーは田中まりかと平林正。
瀬水暁と枝木勇介がそれぞれコーナーを担当。途中から白土麻子が「あざぽん」というキャラクターで準レギュラー化。
毎週配信を続け、同年12月に終了
2007年3月にwebラジオ第2弾として、『○○○○!AKATSUKI radio!』が配信開始。「○○○○」の部分には、投稿などにより毎週違ったタイトルが入る。
メインパーソナリティーは、田中、平林、瀬水。
13回目の配信で長らくパーソナリティーを務めた田中、平林が卒業。
代わって、14回目から白土麻子と佐藤友啓が加わる。
田中による新コーナー「ふわふわランド」もスタート。
26回目の配信で瀬水が卒業（旅に出る）。
39回目の配信で白土、佐藤が卒業。
2007年12月8日より、webラジオ第3弾として、『AKATSUKI wave!』が配信開始。
メインパーソナリティーは、瀬水、田中。
平林による新コーナー「なぽりたんを作ろう！」も開始。
2008年1月より、日野FMでも配信開始。

## ラジオドラマ
『○○○○!AKATSUKI radio!』と同時にラジオドラマも配信開始。全て堀籠裕範と鈴華庵の執筆によるオリジナル作品。コメディ色の強いものが多いが、中には「お父さん」「愛すべき男」など心温まる作品もある。
ほとんどが一話完結のものだが、「剣の鬼」「名探偵ヒラリン」「ZEON」などはシリーズ化している。

### 主な作品
- ZEON
- 剣の鬼
- 戦士パーティー
- 名探偵ヒラリン
- ワイロ
- 愛すべき男
- 3万ドルの財布
- 一休さん

## スタッフ
- 代表　瀬水暁
- 企画制作部　平林正・田中まりか
- 広報部　くまごろー
- ディレクター　新谷龍司
- ライター　堀籠裕範・鈴華庵
- 撮影　菅慎一
- 音楽　尾前孝之・草薙裕貴
- ウェブデザイン　sayo・kumagoro
- スタッフ　光田アキラ

## 公演に出演経験のある声優
- 柴田秀勝
- 中尾良平
- 小林美奈
- 宮澤正
- 吉田真弓
- 若本規夫